# Groß Lessen
Groß Lessen è una frazione (Ortschaft) del comune di Sulingen, nel land della Bassa Sassonia, in Germania.

## Storia
Già comune autonomo nel circondario della contea di Diepholz, fu soppresso e incorporato a Sulingen il 1º marzo 1974.